# Río Sazliyka
El Río Sazliyka (en en búlgaro: Сазлийка, pronunciado [səzˈliːkə]; también transliterado Sazlijka o Sazliika) es un río en el sureste de Bulgaria, un afluente izquierdo del río Maritsa. Se origina en las montañas Sarnena Sredna Gora. En su curso superior hasta Radnevo, es también conocido como el Rakitnitsa o Syuyutliyka. El río mide 121.7 kilómetros de longitud y tiene una cuenca de drenaje de 3,366 kilómetros cuadrados. Su promedio de descarga en Galabovo es de 17 metros cúbicos por segundo. El Embalse Galabovo se encuentra en el transcurso del río.
El nombre se cree que deriva del turco Otomano saz, "junco", con un sufijo femenino búlgaro. El nombre de su curso superior, Syuyutliyka, es también de una raíz turca, söğüt, "sauce", mientras que Rakitnitsa en su traducción búlgara, el equivalente a la palabra "sauce" es rakita.